# Kriegerdenkmal Mützel

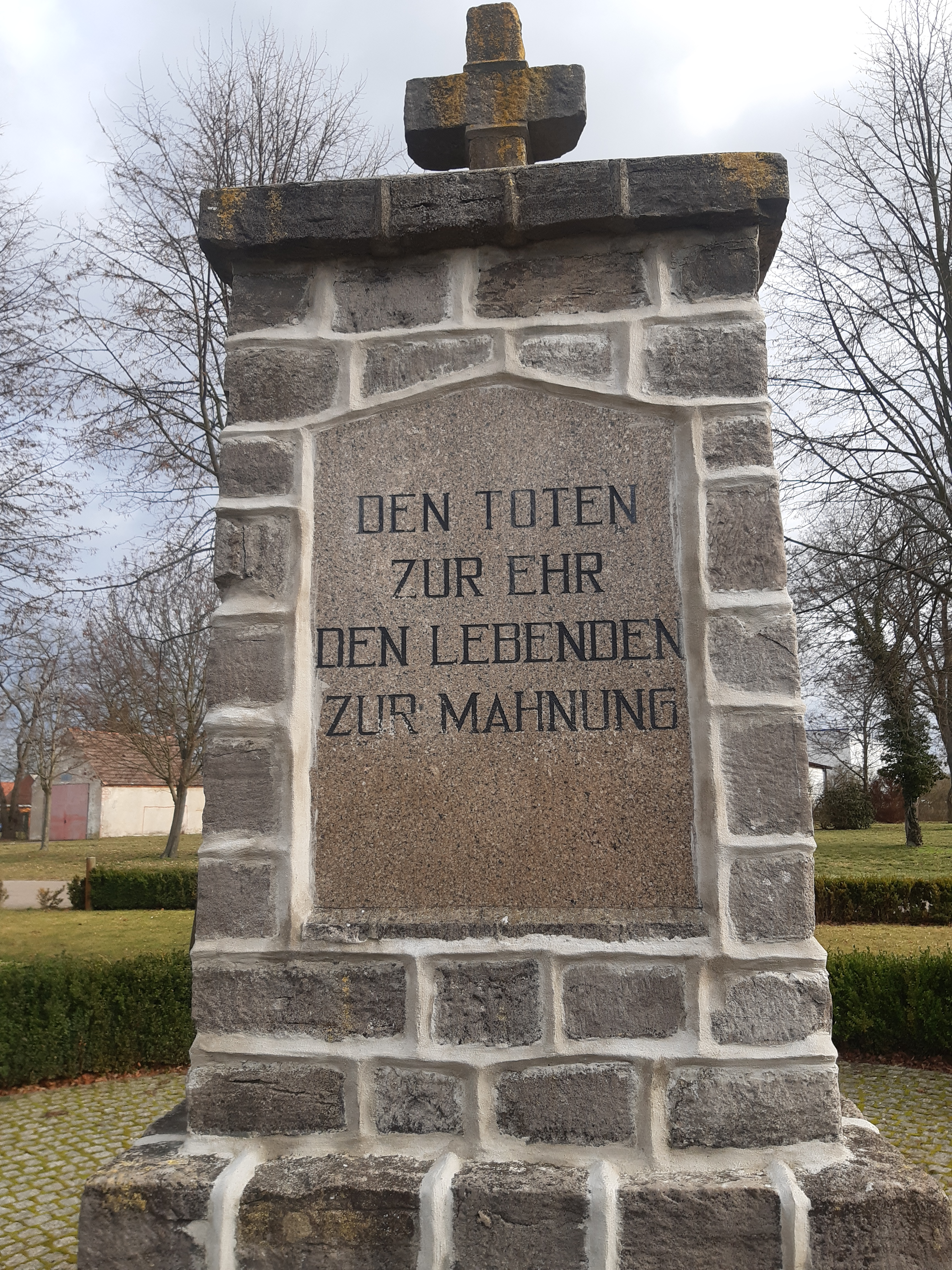
Kriegerdenkmal in Mützel

Das Kriegerdenkmal Mützel ist ein denkmalgeschütztes Kriegerdenkmal in der Ortschaft Mützel der Stadt Genthin in Sachsen-Anhalt. Im örtlichen Denkmalverzeichnis ist das Kriegerdenkmal unter der Erfassungsnummer 094 76537 als Baudenkmal verzeichnet.

## Lage
Das Kriegerdenkmal von Mützel befindet sich am Käthe-Kollwitz-Platz östlich der Kirche auf einer Grünfläche in Mützel.

## Gestaltung
Es handelt sich bei dem Kriegerdenkmal um einen gemauerten Obelisken, der von einem Eisernen Kreuz gekrönt wird. Der Bereich um das Kriegerdenkmal ist kreisförmig gepflastert und mit Bänken ausgestattet. Namen von Gefallenen befinden sich nicht auf dem Denkmal, sondern nur auf einer Gedenktafel innerhalb der Kirche.

## Inschrift
Den Toten

zur Ehr

den Lebenden

zur Mahnung

## Quelle
- Gefallenendenkmal Mützel Online, abgerufen am 22. Juni 2017.